# Ommadawn
Ommadawn is het derde studioalbum van Mike Oldfield.

## Inleiding
Na het commercieel en muzikaal succes van Tubular Bells volgde het in beide opzichten enigszins teleurstellende Hergest Ridge. Oldfield wilde zich met zijn derde album daarop revancheren met een album dat goed en succesvol was. Hij wilde er tevens mee bereiken dat hij met Tubular Bells niet neergezet werd als eendagsvlieg. Opnamen vonden weer plaats in zijn eigen huis en geluidsstudio The Beacon in Kington (Herefordshire). Hij deed negen maanden over de totstandkoming van het album. Enkele aanvullende opnamen vonden plaats in The Manor, de geluidsstudio van Virgin Records; Oldfield had onvoldoende ruimte om een Afrikaanse percussiegroep onder te brengen en op te nemen.
Het begin van de opnamen waren onderhevig aan persoonlijke en technische problemen. Oldfields moeder overleed en de magneetband waarop een groot deel van deel I was opgenomen begon mankementen te vertonen. Oldfield gaf de schuld aan de vele overdubs, die hij toepaste. Verbeterde apparatuur, geleverd door Virgin, kon het mankement niet verhelpen en er zat niets anders op dan opnieuw te beginnen. Het betekende voor hem een domper, maar ook de mogelijkheid om weer fris aan het album te beginnen. Die oude opnamen zag hij daarbij wel als uitgangspunt. Hij voelde dat bij deze nieuwe opnamen alles op haar plek viel en dat het verschrikkelijk goed klonk. De originele opnamen bewaarde hij, ze werden in 2010 meegeperst op een heruitgave onder de titel Ommadawn (lost tapes). Ze waren al eerder te horen in de documentaireserie All you need is love van Tony Palmer en in de film Reflection uit 1977. 
Ommadawn kreeg pas laat haar titel; het zou Iers-Gaelic zijn voor idioot. Het is terug te voeren op zijn gesprekken met Clodagh Simonds. Oldfield wilde enige zang op het album, maar het moest niet een al te zinnige tekst worden. Simonds kwam onder andere met Amadán ag ceol (Nederlands: de idioot zingt). Amadán werd in de Engelse verbastering Ommadawn.
De platenhoes droeg een foto van Oldfield, gemaakt door David Bailey.

## Musici
Er speelde een hele lijst aan musici mee, die allen vermeld werden, maar niet op de eerste cd-uitgave van 1985, die vermeldt behalve titels niets.
- Mike Oldfield – alle muziekinstrumenten
- Herbie (Christopher Herbert) – Northumbrian smallpipes
- Leslie Penning – blokfluiten, dirigent van The Hereford City Band
- Terry Oldfield – panfluiten
- Pierre Moerlen – pauken
- David Strange – cello
- Don Blakeson – trompet
- Julian Bahula – Afrikaanse drums
- Ernest Mothle – Afrikaanse drums
- Lucky Ranku – Afrikaanse drums
- Eddie Tatane – Afrikaanse drums
- Clodagh Simonds – zang
- Bridget St John – zang
- Sally Oldfield – zang
- The Penrhos Kids (Abigail, Briony, Ivan, and Jason Griffiths) – kinderkoor op "On horseback"
- The Hereford City Band – koperblazers
- William Murray – percussie
- Paddy Moloney – Uilleann pipes

## Muziek
De opbouw van het album is gelijk aan dat van Tubular Bells en Hergest Ridge, een nummer per plaatkant.

| Nr. | Titel             | Duur  |
| --- | ----------------- | ----- |
| 1.  | Ommadawn (part 1) | 19:23 |

| Nr. | Titel             | Duur  |
| --- | ----------------- | ----- |
| 1.  | Ommadawn (part 2) | 17:17 |

De lange stukken werden wel ingedeeld met subtitels, maar deze werden niet op de platenhoezen meegegeven. Het laatste stuk van Ommadawn deel 2 werd wel voorzien van een scheidingsgroef op de lp en kreeg bekendheid als On horseback (weergave van ponyrijden in de omgeving van Hergest Ridge) toen In Ducli Jubilo, een nummer dat niet op het album staat, als single werd uitgegeven. De single vermeldde daarbij tevens de co-auteur van de tekst: William Murray uit Mellow Candle. Bij heruitgaven werd zijn naam pas vermeld bij de credits.   

## Ontvangst
Het werd uitgebracht op 28 oktober 1975 bij Virgin Records. Het album stond 23 weken in de  UK Album Charts (een top 60), waarbij het twee weken op de vierde plaats stond. In Nederland stond het veertien weken genoteerd, waarbij het alleen van de eerste plaats werd afgehouden door Black and Blue van The Rolling Stones. De Nederlandse pers was verdeeld over het album. Ton Olde Monnikhof van het Algemeen Dagblad vond het slaapverwekkend en alleen geschikt als achtergrondmuziek.   De recensent van Het Parool zag echter bij dit album lichtpuntjes ten opzichte van de voorganger.  Elly de Waard van De Volkskrant zag het in 1977 als een voortzetting van de eerdere twee albums.  Die mening was ook toegedaan door OOR's Pop-encyclopedie (1979). Progwereld had zijn twijfels bij deze lappendeken van Ierse, Keltische muziek en progressieve rock, knap maar nergens uitzonderlijk.

## Nasleep
Een quadrafonische mix werd opgenomen in de verzamelbox Boxed. Delen werden gebruikt in films als The Space Movie (1979). Oldfield wilde nog een vervolg maken in de vorm van wat Amarok zou worden, maar liet idee varen. In 2017 bracht Mike Oldfield een opvolger uit, Return to Ommadawn
Tubular Bells · Hergest Ridge · Ommadawn · Incantations · Platinum · QE2 · Five miles out · Crises · Discovery · The Killing Fields · Islands · Earth Moving · Amarok · Heaven's open · Tubular Bells II · The songs of distant earth · Voyager · Tubular Bells III · Guitars · The Millennium Bell · Tr3s lunas · Tubular Bells 2003 · Light + Shade · Music of the Spheres · Man on the Rocks · Return to Ommadawn ·